# Stanisław Janusz Janowski

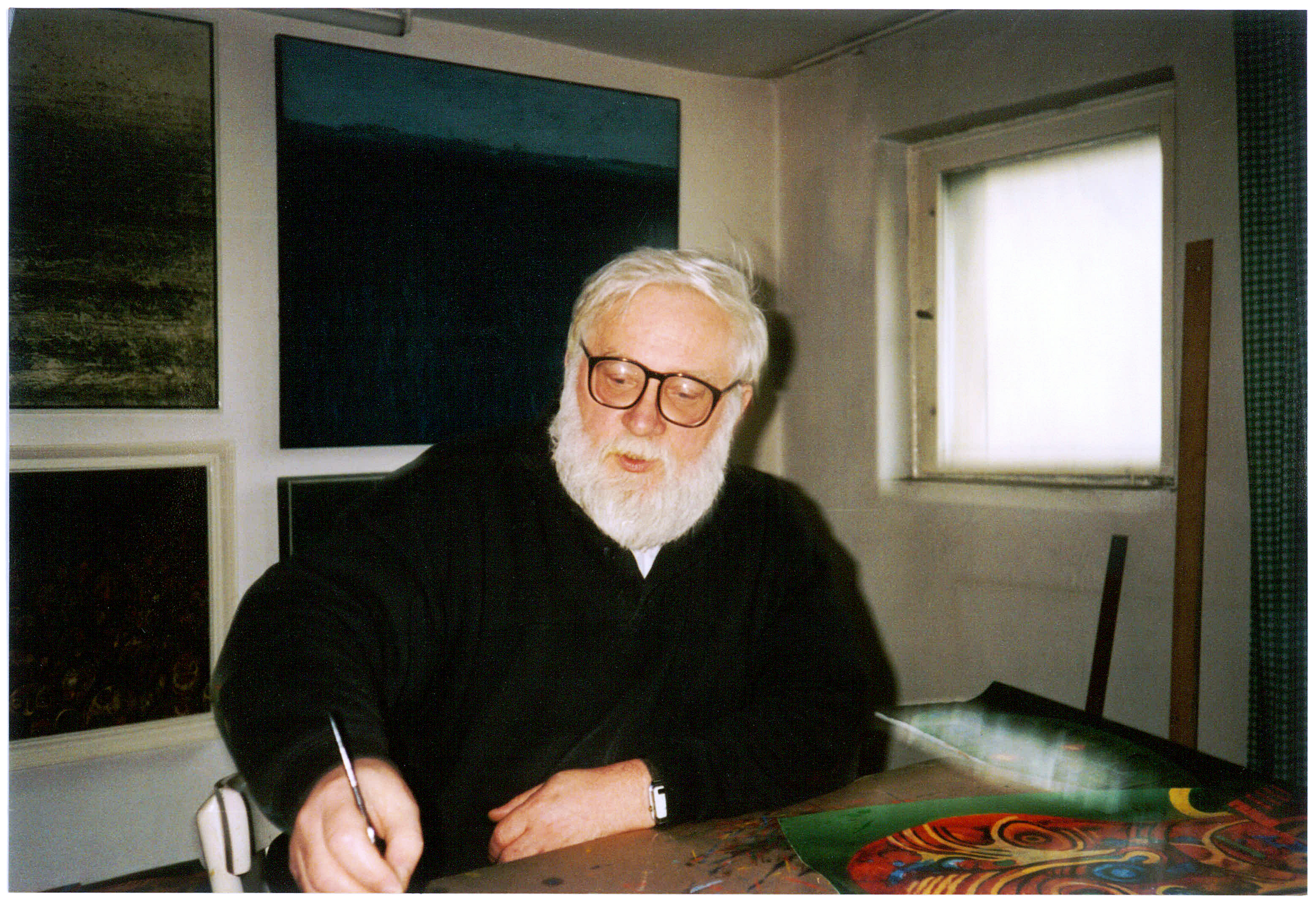
Stanisław Janusz Janowski

Stanisław Janusz Janowski (* 1940 in Sompolno, Polen; † 1993 in Szczecin) war ein polnischer Maler und Grafiker.

## Leben
Janowski besuchte das staatliche Lyzeum für Bildende Künste (Poznań, Szczecin, Wrocław) in den Jahren 1954–59. Er studierte an der Nikolaus-Kopernikus-Universität Toruń, Fakultät der Schönen Künste. Sein Diplom erhielt er mit Auszeichnung im Jahre 1968 in der Ateliergraphik und Kunstpädagogik. In der Folge betätigte er sich künstlerisch in der Graphik (auch angewandten Graphik), Zeichnung und Malerei.

## Ausstellungen
Er nahm an zahlreichen Ausstellungen und Vorstellungen von Schaffen Szczeciner bildender Künstler in Polen und im Ausland teil, u. a. in Schweden, Dänemark, Großbritannien, Deutschland (Rostock, Berlin, Eisleben, Sanderhausen, Mansfeld), Bulgarien, Tschechien, Slowakei und Ungarn.
Individuelle Ausstellungen zeigte er seit 1969 in Szczecin (darunter 1983 die Jubiläumsausstellung im Nationalmuseum), Warszawa, Wrocław, Bydgoszcz, Toruń, Kalisz, Gorzów, Zielona Góra, Katowice, Racibórz, und im Ausland, u. a. in Spanien (Madrid, La Coruña, Salamanca, Granada, Sevilla, Valencia, Málaga, Santander). Dieser Ausstellungszyklus von farbigen Zeichnungen ist im Rahmen der periodischen, künstlerischen Zusammenarbeit durch die „Detursa“-Galerie in Madrid organisiert worden. Eine ähnliche Zusammenarbeit gab es mit der „Mansfield Galerie“ in Eisleben.

## Werke
Zahlreiche Werke befinden sich in staatlichen Sammlungen, in Museen, Galerien und Privatsammlungen in Polen und im Ausland, darunter in Schweden, Dänemark, Belgien, Deutschland, Frankreich, Spanien und Brasilien.